# Sciotropis
Sciotropis é um género de libelinha da família Megapodagrionidae.
Este género contém as seguintes espécies:
- Sciotropis cyclanthorum
- Sciotropis lattkei